# 北ルコニア礁

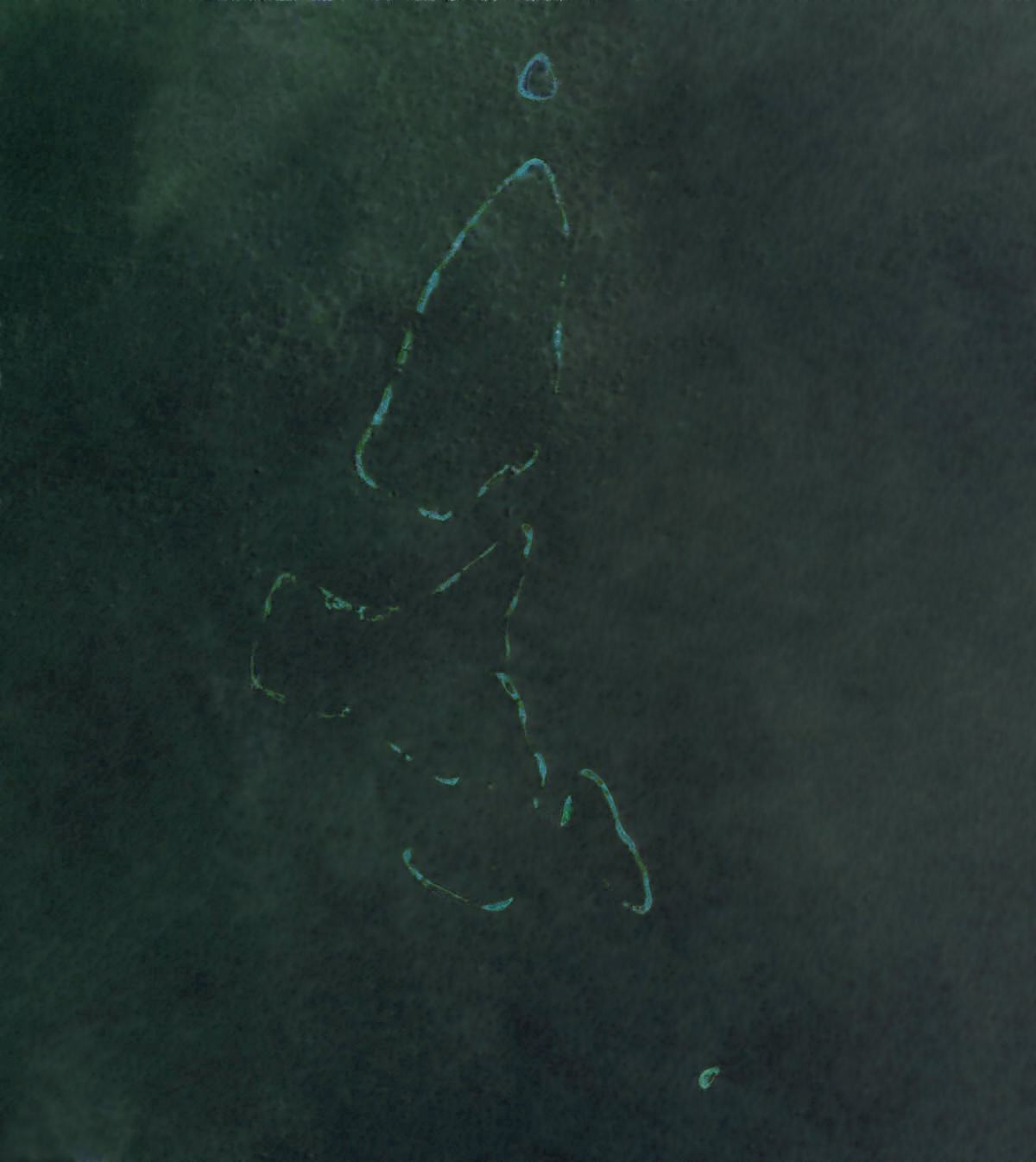
ランドサット7号が撮影した北ルコニア礁

北ルコニア礁（きたルコニアしょう、英語: North Luconia Shoals、マレー語: Gugusan Beting Raja Jarum、中国語: 北康暗沙）は、ボルネオ島の北方にある岩礁群である。南ルコニア礁とともにルコニア礁を形成する。南シナ海南部に位置し、南沙諸島に含められることもある。
東側に約40海里の底辺を有する二等辺三角形状をしており、区域の面積は約1,400km2。名前の付けられた地形は8つあるが、干出するのはHayes Reef及びSeahorse Breakersのみであり、他の地形は最浅で水深3.7-9.6mである。
マレーシアの排他的経済水域（EEZ）内にあり、岩礁全体をマレーシアが実効支配している。
南方にある南ルコニア礁周辺へは、中国が2013年10月に艦船を派遣したほか、2014年9月頃から中国海警局の船舶の侵犯が増加し、マレーシア側の無線による立ち退き要請に対しても反応がないことから、マレーシア海軍は2015年6月3日に南ルコニア礁付近に艦船を派遣している。

## 北ルコニア礁を構成する地形
- 英語: Friendship Shoal、マレー語: Beting Rentap、中国語: 盟誼暗沙
- 英語: Hardie Reef、マレー語: Terumbu Asun、中国語: 海康暗沙
- 英語: Aitken Reef、マレー語: Terumbu Datak Landih、中国語: 義浄礁
- 英語: Buck Reef、マレー語: Terumbu Linggir、中国語: 法顕暗沙
- 英語: Moody Reef、マレー語: Terumbu Permaisuri、中国語: 康西暗沙
- 英語: Seahorse Breakers、マレー語: Hampasang Dang Ajar、中国語: 南安礁
- 英語: Tripp Reef、マレー語: Terumbu Litong、中国語: 北安礁
- 英語: Hayes Reef、マレー語: Terumbu Lang Ngindang、中国語: 南屏礁[1]